# Jesús Degollado Guízar
José de Jesús Degollado Guízar fue un general cristero. Nació a finales del siglo XIX, en Cotija de la Paz, Michoacán. Era hijo de Santos Degollado Carranza y de Maura Guízar Valencia, así como nieto de Rafael Degollado. 

## Juventud
Desde su natal Cotija de la Paz, muy joven Jesús Degollado y su familia se trasladaron a Sahuayo por cuestiones de trabajo. Sus padres, que eran muy religiosos le inculcaron ideologías acordes a la religión católica. Por los años veinte, Degollado Guízar se va a vivir a Atotonilco el Alto, en Jalisco, y es ahí donde se afilia a la Asociación Católica de la Juventud Mexicana (ACJM) y a otra organización de nombre Unión de Católicos Mexicanos uniéndose a don Esteban de la Parra y al señor José Mendoza.  (asociación que sería conocida en la clandestinidad como la “U”, y que no sería descubierta hasta el final de la Guerra Cristera, tal como las Brigadas femeninas).

## Guerra Cristera
En 1926, ante los conflictos surgidos en la presidencia de Plutarco Elías Calles, decide incorporárse al Ejército libertador cristero. A mediados de 1927, la Liga Nacional para la Defensa Religiosa decide nombrarlo General de División y Jefe de Operaciones en la Región de Occidente, que comprendía el occidente de Michoacán, sur de Jalisco y Nayarit. Al general Jesús Degollado Guízar le tocó llevar a cabo los llamados "Convenios con el Gobierno", que fue el que puso las bases para el licenciamiento del Ejército Cristero como una Guardia Nacional por el mes de julio de 1929, ya que monseñor Leopoldo Ruiz y Flores, quien era arzobispo de Morelia, y Emilio Portes Gil, quien era en ese entonces el presidente de México, firmaron el convenio de paz el 21 de junio de 1929.

## Últimos años
Al final los acuerdos firmados se decretaron algunos puntos que no fueron respetados, como el de dejar de perseguir a los generales, jefes, oficiales y soldados cristeros. El asesinato de militares cristeros continuó de forma silenciosa, muriendo una mayor cantidad de oficiales que en los tres años de lucha de la Guerra Cristera. Para no ser asesinado decidió vivir el resto de su vida en la clandestinidad hasta 1957, cuando murió por edad. San Rafael Guízar y Valencia, obispo de Veracruz, fue su tío, hermano de su madre.